# Ha Tae-Kwon
Ha Tae-Kwon (en coreano: 하태권; 30 de abril de 1975) es un deportista surcoreano que compitió en bádminton, en la modalidad de dobles.
Participó en tres Juegos Olímpicos de Verano entre los años 1996 y 2004, obteniendo dos medallas, bronce en Sídney 2000 y oro en Atenas 2004. Ganó dos medallas en el Campeonato Mundial de Bádminton en los años 1999 y 2001.

## Palmarés internacional
| Juegos Olímpicos   | Juegos Olímpicos       | Juegos Olímpicos  | Juegos Olímpicos |
| Año                | Lugar                  | Medalla           | Prueba           |
| ------------------ | ---------------------- | ----------------- | ---------------- |
| 2000               | Sídney (Australia)     | Medalla de bronce | Dobles           |
| 2004               | Atenas (Grecia)        | Medalla de oro    | Dobles           |
| Campeonato Mundial |                        |                   |                  |
| Año                | Lugar                  | Medalla           | Prueba           |
| 1999               | Copenhague (Dinamarca) | Medalla de oro    | Dobles           |
| 2001               | Sevilla (España)       | Medalla de plata  | Dobles           |